# Смеляйский район
Смеляйский район (лит. Smėlių rajonas) — административно-территориальная единица в составе Литовской ССР, существовавшая в 1950—1955 годах. Центр — город Укмерге.
Смеляйский район был образован в составе Вильнюсской области Литовской ССР 20 июня 1950 года. В его состав вошли 20 сельсоветов Укмергского уезда и 8 сельсоветов Ширвинтского уезда.
28 мая 1953 года в связи с ликвидацией Вильнюсской области Смеляйский район перешёл в прямое подчинение Литовской ССР.
1 июля 1955 года Смеляйский район был упразднён, а его территория разделена между Укмергским (9 сельсоветов) и Ширвинтским (4 сельсовета) районами.